# Amietia wittei
Amietia wittei é uma espécie de anfíbio da família Ranidae.
Pode ser encontrada nos seguintes países: Quénia e Tanzânia.
Os seus habitats naturais são: regiões subtropicais ou tropicais húmidas de alta altitude, campos de altitude subtropicais ou tropicais, rios e pastagens.